# Vlag van Rucphen

De vlag van de gemeente Rucphen

De vlag van Rucphen (1949-1990)

De vlag van Rucphen werd op 28 augustus 1990 door de gemeenteraad van de Noord-Brabantse gemeente Rucphen aangewezen als gemeentelijke vlag. De vlag is afgeleid van het wapen van Rucphen uit 1987. Dit wapen heeft dezelfde tekening als het wapen dat in 1817 was vastgesteld, maar heeft de historisch juiste kleuren. De vlag is ontworpen door Hans van Heijningen.

## Beschrijving
De beschrijving van de vlag luidt als volgt: Rechthoekig met een verhouding tussen lengte en hoogte als 3:2, met drie banen van gelijke hoogte, van boven naar beneden groen, rood en zwart. Op de scheiding van broeking en vlucht staan over het geheel vijf witte maliën met een hoogte van 1/3 van de hoogte van de vlag, waarvan de buitenste vier ieder een hoek van de middelste malie delen en zo tezamen een kruis vormen.
De maliën zijn, evenals de kleuren van de banen, ontleend aan het wapen van Rucphen uit 1987. Het maliënkruis is voor deze vlag ontworpen. Hiermee wordt de eenheid van de vijf kerkdorpen in de gemeente gesymboliseerd: Rucphen, Schijf, St. Willebrord, Sprundel en Zegge.

## Voormalige vlag
De voormalige vlag van Rucphen was op 25 april 1949 vastgesteld en bestond uitsluitend uit de drie horizontale banen in lichtgroen, rood en zwart. Deze kleuren zijn ontleend aan het gemeentewapen.
De kleur van de vlaggenstok is volgens het raadsbesluit wit, de knop is verguld.

## Verwante symbolen

Het wapen van Rucphen
Het wapen van Rucphen (1817-1987)

Alphen-Chaam · Altena · Asten · Baarle-Nassau · Bergeijk · Bergen op Zoom · Bernheze · Best · Bladel · Boekel · Boxtel · Breda · Cranendonck · Deurne · Dongen · Drimmelen · Eersel · Eindhoven · Etten-Leur · Geertruidenberg · Geldrop-Mierlo · Gemert-Bakel · Gilze en Rijen · Goirle · Halderberge · Heeze-Leende · Helmond · 's-Hertogenbosch · Heusden · Hilvarenbeek · Laarbeek · Land van Cuijk · Loon op Zand · Maashorst · Meierijstad · Moerdijk · Nuenen, Gerwen en Nederwetten · Oirschot · Oisterwijk · Oosterhout · Oss · Reusel-De Mierden · Roosendaal · Rucphen · Sint-Michielsgestel · Someren · Son en Breugel · Steenbergen · Tilburg · Valkenswaard · Veldhoven · Vught · Waalre · Waalwijk · Woensdrecht · Zundert